# Čtyři stěžejní principy
Čtyři stěžejní principy (znaky zjednodušené 四项基本原则, pchin-jinem sì-xiàng Jìběn Yuánzé) byly položeny Teng Siao-pchingem v březnu roku 1979 během počátku realizace ideje otevření Číny světu. Jedná se o základní principy, skrz jejichž dodržování má ČLR dosáhnout modernizace. Jsou popsány v preambuli ústavy ČLR, která byla sepsána roku 1982 a dodnes zůstává platná.

## Principy
1. Zůstat na socialistické cestě – protože pouze socialismus může zachránit Čínu. Závěr, který Teng popisuje jako očividný z historie státu.[2]
2. Zachovat diktaturu proletariátu – dodržení pravidla má zachovat socialistickou demokracii, je to forma demokratického diktátorství lidu, která je aplikovatelná pouze na ČLR, bez níž by nemohl systém existovat.[2]
3. Zachovat vedení státu komunistickou stranou – kdyby nebyla strana ve velení, nenabrala by ČLR takové formy, jakou má dnes, musí být tedy zachována a podporována.[2]
4. Zachovat marxisticko-leninistické, ale také Mao Ce-tungovo myšlení – jedná se o vedoucí ideologii komunistické strany, která zajistila historická vítězství. Toto myšlení je popsáno jako socialistické myšlení s čínskými specifiky.[3]

### Funkce
Principy byly položeny po odstranění gangu čtyř, který komplikoval myšlení obyvatel ČLR. Hlavním účelem principů je toto myšlení sjednotit. Jedná se o nezpochybnitelná pravidla, jejichž integrita je neměnná a která stát závazně umísťuje do socialismu. Pokládají základ, který je platný, ale umožňuje debatu o politických ideích, které se od tohoto základu liší. Teng Siao-pching body popisuje jako existující pouze pro podporu a ochranu lidu.
Tyto principy nepopisují nově popsaná pravidla, pouze je permanentně oficiálně pokládají. Jedná se o politický základ ČLR. Tyto principy jsou významné pro jejich ambiguitu, která je umožňuje využívat pro potřeby komunistické strany Číny. Kromě toho také odstraňují pochyby, které by se mohly objevit v její opozici. To je možné, protože ačkoliv pravidla samotná jsou nezpochybnitelná, jejich interpretace se může lišit.